# Neodhysores
Neodhysores is een geslacht van kevers uit de familie van de loopkevers (Carabidae). De wetenschappelijke naam van het geslacht is voor het eerst geldig gepubliceerd in 1978 door R.T. & J.R. Bell.

## Soorten
Het geslacht Neodhysores omvat de volgende soorten:
- Neodhysores schreiberi (Vulcano & Pereira, 1975)
- Neodhysores seximpressus R.T. & J.R. Bell, 1978